# Sophie Proost
Sophie Proost (Hilversum, 11 maart 2007) is een voetbalspeelster uit Nederland. Ze speelt als middenvelder voor FC Twente in de Vrouwen Eredivisie.

## Clubcarrière
Sophie Proost begon met voetballen bij BVV '31 in Blaricum. Vanaf haar negende speelde ze bij BFC in Bussum. Al op jonge leeftijd ging ze deel uitmaken van het Ajax talententeam. Daarnaast kwam ze uit voor Jong Ajax in de Vrouwen Eerste divisie. Met dit team werd ze in het seizoen 2022/23 kampioen van de eerste divisie, waardoor ze in het volgende seizoen met haar team mocht uitkomen in de KNVB Beker. Op 14 maart 2024 nam Proost het met Jong Ajax in een historisch KNVB bekerwedstrijd op tegen het eerste elftal van Ajax.
Op 9 juli 2024 werd bekend dat Proost per direct de overstap maakte naar competitiegenoot FC Twente. Bij de Tukkers werd Proost onderdeel van het eerste elftal en tekende ze haar eerste profcontract tot medio 2027. In de eerste competitiewedstrijd van het seizoen 2024/25 tegen Fortuna Sittard maakte Proost haar debuut in de Vrouwen Eredivisie door in de 63ste minuut in te vallen voor Sophie te Brake. Met FC Twente kwam Proost eveneens uit in de Champions League, waarin ze debuteerde in de groepsfase in een thuiswedstrijd tegen Chelsea FC door in de 86ste minuut in te vallen voor Te Brake.

## Statistieken
| Seizoen | Club      | Competitie             | Competitie | Competitie | Beker | Beker | Champions League | Champions League | Totaal | Totaal |
| Seizoen | Club      | Competitie             | Wed.       | Dlp.       | Wed.  | Dlp.  | Wed.             | Dlp.             | Wed.   | Dlp.   |
| ------- | --------- | ---------------------- | ---------- | ---------- | ----- | ----- | ---------------- | ---------------- | ------ | ------ |
| 2023/24 | Jong Ajax | Vrouwen Eerste divisie | ?          | ?          | 2     | 0     | 0                | 0                | 2      | 0      |
| 2024/25 | FC Twente | Vrouwen Eredivisie     | 4          | 0          | 0     | 0     | 6                | 0                | 10     | 0      |
| Totaal  | Totaal    | Totaal                 | 4          | 0          | 2     | 0     | 6                | 0                | 12     | 0      |

Bijgewerkt t/m 24 maart 2025.

## Interlandcarrière
Proost debuteerde op 18 mei 2022 als jeugdinternational van Nederland onder 15. In 2023 ging Proost over naar Nederland onder 16 waarmee ze deelnam aan het Nordic Tournament. Met Nederland onder 17 kwam Proost uit in de kwalificatie voor het EK onder 17. Uiteindelijk liep Proost met Nederland onder 17 kwalificatie voor het eindtoernooi mis door verlies tegen Spanje onder 17. In 2024 ging Proost over naar Nederland onder 19 waarvoor ze in mei 2024 door bondscoach Sherida van Bruggen, zonder haar debuut te hebben gemaakt werd opgeroepen voor het EK 2024.